# Ada Lüer
Ada Lüer (* 17. Mai 2001) ist eine deutsche Theater- und Filmschauspielerin.
Ada Lüer spielte von der 19. Staffel (Folge 845) bis zur 20. Staffel (Folge 896) in der deutschen Fernsehserie Schloss Einstein die Rolle der autistischen Schülerin Mila Burmeister. 
In ihrer Freizeit spielt Lüer Theater im Spielmitteclub Halle an der Saale. Derzeit (Stand 2025) studiert sie Schauspiel an der Anton Bruckner Privatuniversität in Linz.

## Theaterrollen
- 2025: Gespräche mit Astronauten. von Felicia Zeller, Landestheater Linz[2][3]

## Filmografie
- 2016–2017: Schloss Einstein